# Richard Proulx
Richard Proulx est un compositeur américain, né à Saint Paul le 3 avril 1937 et mort à Chicago le 18 février 2010 à 72 ans.

## Biographie
Richard Proulx fut consultant sur de nombreux cantiques notables, dont The Hymnal 1982 de l'Église épiscopalienne des États-Unis, The United Methodist Hymnal, ainsi que le recueil de cantiques catholiques Worship II en 1975, suivi de Worship III en 1986. Il collabora avec la Cathédrale du Saint-Nom de Chicago et enregistra avec The Cathedral Singers, une chorale professionnelle qu'il fonda en 1991. Son hymne We Adore You, O Christ (litt. Nous T'Adorons, ô Christ) reçut le Prix Raabe pour Excellence dans la composition sacrée, subventionné en faveur de l'Association des Musiciens de l'Église luthérienne par William et Nancy Raabe.
Il meurt à Chicago, âgé de 72 ans, d'une cause tenue secrète.